# Slaget ved Haw's Shop
Slaget ved Haw's Shop blev udkæmpet den 28. maj 1864 i Hanover County i Virginia som led i generalløjtnant Ulysses S. Grants Overland kampagne mod den konfødererede general Robert E. Lee's Army of Northern Virginia under den amerikanske borgerkrig. Det var det andet betydelige kavalerislag i kampagnen og et af de blodigste i krigen.

## Baggrund
Efter at Grants hær var undsluppet den fælde, som Lee havde stillet for ham i Slaget ved North Anna, begyndte den igen at manøvrere rundt om Lees højre flanke i en fortsættelse af de manøvrer, som havde kendetegnet kampagnen igennem maj 1864. Lee gav sin hær ordre til at falde 20 km tilbage til Atlee's Station, blot 15 km nord for den konfødererede hovedstad Richmond, og tæt på stedet hvor Syvdagesslaget begyndte i 1862.
Den 27. maj etablerede unionskavaleri et brohoved på sydsiden af Pamunkey floden nær Hanovertown Ford (vadested). Brigadegeneral George A. Custers kavaleribrigade fra Michigan (fra generalmajor Alfred Thomas Torberts division i genralmajor Philip Sheridans kavalerikorps i Army of the Potomac) spredte den beredne konfødererede skyttekæde, som bevogtede vadestedet, og et ingeniørregiment byggede en pontonbro. Resten af Torberts division krydsede herefter floden fulgt af generalmajor David McM. Greggs kavaleridivision og en division af infanteri.
Lee vidste, at hans bedste forsvarsposition mod Grant ville være en lav højderyg på den sydlige side af Totopotomoy Creek, men han var ikke sikker på, hvad Grants planer gik ud på. Hvis Grant ikke ville krydse Pamunkey-floden i stor styrke ved Hanovertown, kunne unionshæren udflankere ham og gå direkte mod Richmond. Lee beordrede kavaleri under generalmajor Wade Hampton til at lave en kraftig rekognoscering, gennembryde Unionens kavaleriskærm og finde Unionens infanteri.

## Slaget
Den 28. maj red Hampton af sted med tre veteran-kavaleribrigader, et batteri hestetrukket artilleri og tre grønne regimenter beredent infanteri fra South Carolina. Mens flere af Grants tropper passerede over pontonbroen over Pamunkey-floden, førte Gregg sin division af unionskavaleri prøvende frem vest for Hanovertown på udkig efter Lee. Tolberts division begyndte at udsende forposter langs Crump's Creek i retning af Hanover Courthouse. 5 km vest for Hanovertown og 1½ km forbi en stor smedeforretning, der hed Haw's Shop, løb Greggs kavalerister på Hampton ved Enon Church. De konfødererede kavalerister var afsiddet i et skovklædt område bag en sump og havde travlt med at bygge brystværn af bjælker og skinner og var velbeskyttet af artilleri. Brigadegeneral Henry E. Davies, Jr. fra Greggs division placerede fortropper fra 10th New York Cavalry foran Hamptons front. Hampton udbrød efter sigende: "Nu har vi yankeeerne, hvor vi gerne vil have dem". Det var umuligt at ramme stillingen i siden på grund af et vandløb mod nord og en mølledam mod syd, så selv om Gregg var i undertal, kastede Gregg sine styrker frem i et frontalangreb.
De konfødererede mødte unionsangrebet med en mur af ild. De beredne infanteriregimenter fra South Carolina havde Enfield rifler, som havde længere rækkevidde end de karabiner, som unionskavaleriet benyttede og dræbte og sårede 256 mand. Da Davies red ind i kampen, blev hans sabel knækket midt over af et Minié-projektil, og halen på hans hest blev skudt af. Unionens returild var også kraftig, for kavaleristerne var bevæbnet med 7-skuds Spencer karabiner. En kavalerist fra Pennsylvania vurderede, at de 200 mand i hans enhed afskød 18.000 patroner. Deres karabiner blev fra tid til anden så varme, at mændene måtte holde pause for at lade dem køle af.
Da Greggs første angreb gik i stå, og hans anden brigades angreb under J. Irvin Gregg ikke kunne kaste de konføderede ud af deres stillinger, kom Hamptons mænd ud af deres stillinger og begyndte en række modangreb. Gregg anmodede om forstærkninger fra Sheridan, som afsendte to brigader fra Torberts division. Der var masser af infanteri i nærheden, men generalmajor George G. Meade afviste Sheridans anmodning om to brigader. Torberts brigade under brigadegeneral Wesley Merritt forlængede Greggs linje mod højre og ødelagde Hamptons forsøg på at omgå flanken. Sheridan kastede også Custers brigade ind i kampen. Han pegede mod de konfødererede og sagde: "Custer, du skal gå ind og gøre det helvedes varmt for disse fyre!"
På grund af det tætbevoksede terræn lod Custer sin brigade sidde af og formere en lang kamplinje 2 mand dyb, som om de var infanterister. Custer inspirerede sine mænd ved at forblive på sin hest og viftede med sin hat, så fjenden kunne se ham. Nogle af de uerfarne folk fra South Carolina misforstod Unionens forandrede stilling som et udtryk for, at de var på tilbagetog og løb efter dem, blot for at løbe ind i Custers mænd, som tog 80 af dem til fange.
41 af Unionens kavalerister faldt i angrebet – sammen med Custers hest – men deres entusiastiske angreb fik Hamptons mænd til at trække sig tilbage. (En anden faktor var, at Hampton netop fik oplysning fra fanger om placeringen af to korps fra unionshæren, hvilket betød, at han havde udført sin opgave.

## Efterspil
Slaget ved Haw's Shop varede i over syv timer og var det blodigste kavalerislag siden slaget ved Brandy Station i 1863. Unionen havde tab på 256 mand i Greggs division og yderligere 41 fra Custers brigade, herunder menig John Huff, kavaleristen fra 5. Michigan, som havde ramt J.E.B. Stuart i slaget ved Yellow Tavern. De konfødererede tab blev aldrig officielt opgjort, men unionsrapporter hævdede, at de havde begravet ligene af 187 fjendtlige soldater efter slaget, fundet 40-50 sårede og havde taget 80 til fange. Gregg roste de konfødererede, "som stod imod med mod og desperation, som ikke er overgået." Han skrev senere, at slaget "har altid været anset af 2. division som det hårdeste."
Da det var de konfødererede, som trak sig tilbage, var slaget teknisk set en sejr for Unionen, men for en høj pris. Hampton havde forsinket Unionens fremrykning i syv timer, og general Lee fik de værdifulde oplysninger, han havde manglet. Denne information fik ham til at flytte Army of Northern Virginia til en ny blokerende position ved Cold Harbor.